# Yanase Masamu
Yanase Masamu (柳瀬 正夢) (né le 12 janvier 1900 dans la Préfecture d'Ehime et mort le 25 mai 1945 à Tokyo) est un artiste, mangaka et caricaturiste japonais.

## Biographie
Né dans la Préfecture d'Ehime, il a déménagé en 1911 à Kitakyūshū. Plus tard, il s'est rendu à Tokyo, dans l'espoir d’étudier la peinture, mais il n'a pas trouvé de lieu d'enseignement adéquat et s'est formé lui-même.
Il a été membre du groupe d'avant-garde Mavo, de 1923 à 1925, à Tokyo. Il a aussi rejoint l' "Association japonaise des artistes prolétaires" et a participé à la conception de magazines, d'affiches et de livres pour ce groupe.
En 1920, le quotidien Yomiuri shinbun l'engage comme caricaturiste et dessinateur de BD. Il y critique et satirise dans un style inspiré des cartoons américains les riches, la guerre, la corruption et le capitalisme.
Avec Kanemoichi Kyōiku, à partir de 1929, il parodie, dans le Yomiuri Shimbun, la série américaine La Famille Illico de George McManus. À partir de 1925, il collabore comme dessinateur au Musansha Shimbun, le journal du Parti communiste japonais, alors interdit. Après l'interdiction de publication de ce journal en 1932, il consacre toute son activité au Yomiuri Shimbun .
Vers 1938, sous la contrainte, il doit renoncer à ses dessins de critique politique. Au lieu de cela, il crée des illustrations et des peintures de paysages pour la revue de langue anglaise A Friend of Children.
Il meurt le 25 mai 1945, victime d'un raid aérien sur Shinjuku à Tokyo.

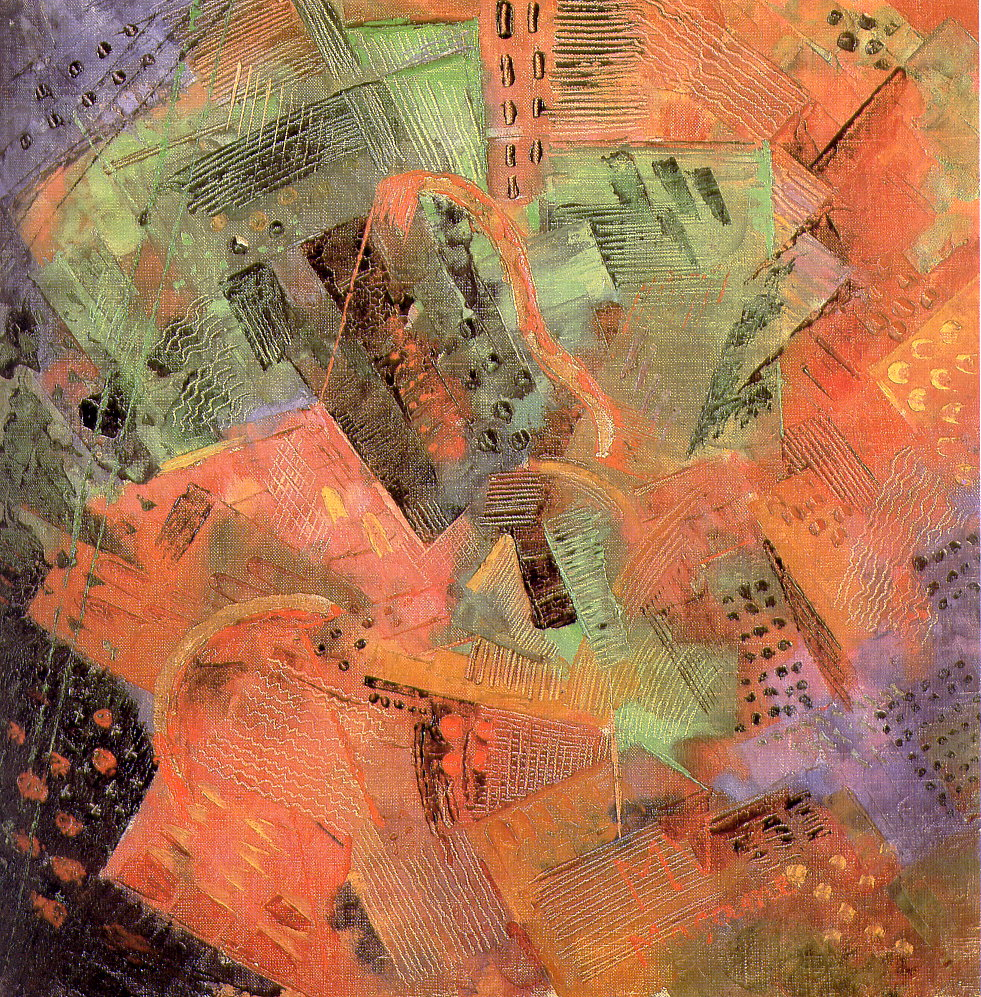
A Morning in May and Me before Breakfast (1923).
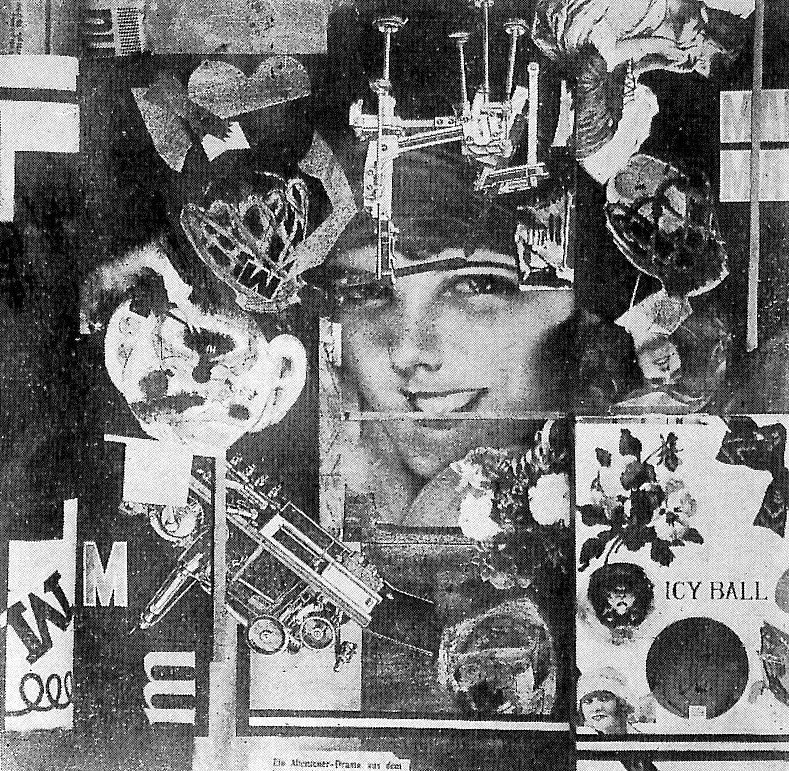
La longueur de la bave d'un capitaliste (Photomontage, 1924).
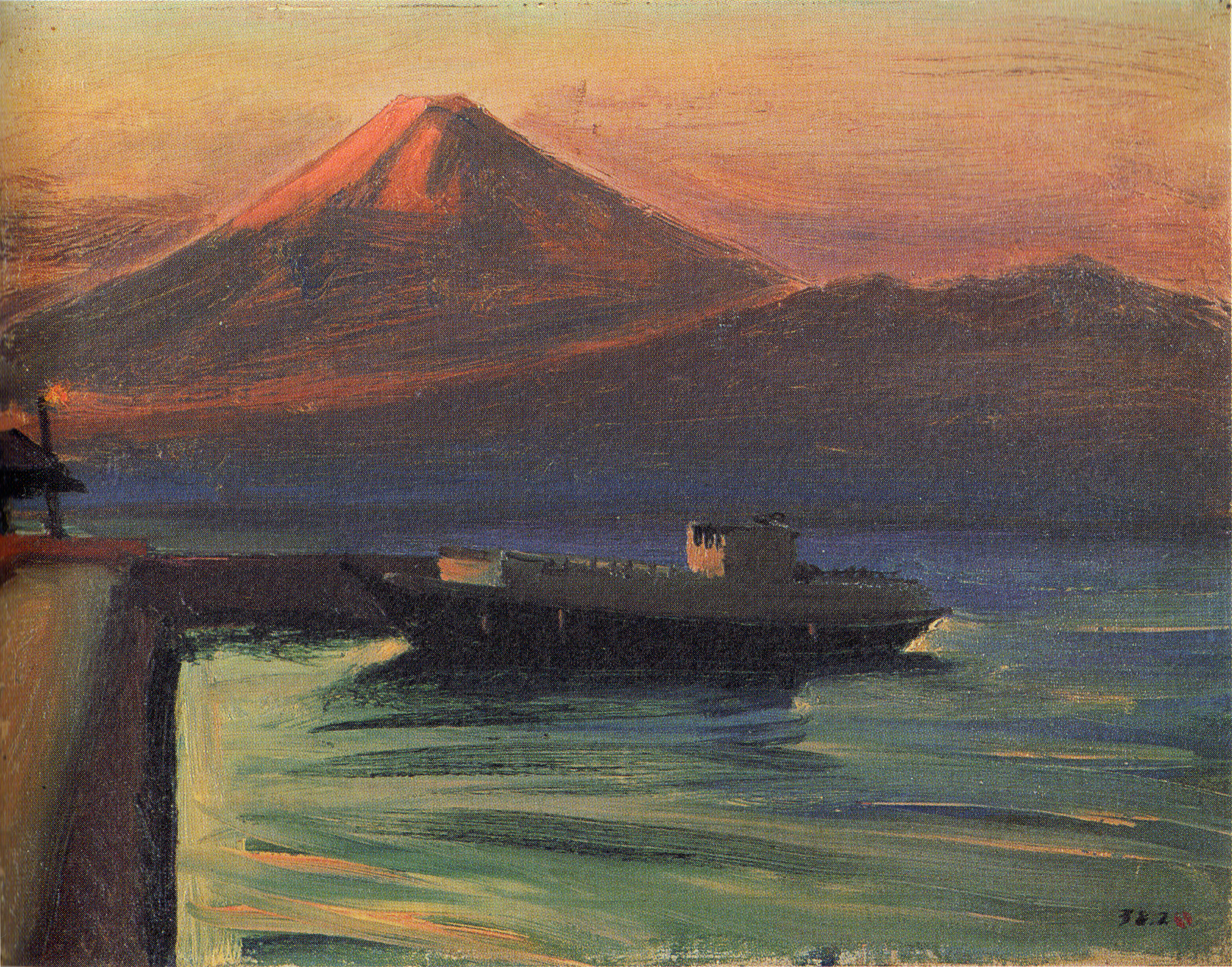
Crépuscule (1938).